# Leichtathletik-Weltmeisterschaften 2023/Teilnehmer (Thailand)
| Goldmedaillen | Silbermedaillen | Bronzemedaillen |
| ------------- | --------------- | --------------- |
| —             | —               | —               |

Thailand nahm an den Leichtathletik-Weltmeisterschaften 2023 in Budapest mit einer Athletin teil.

## Ergebnisse

### Frauen

#### Wurf
| Athlet           | Disziplin  | Qualifikation | Qualifikation | Finale | Finale |
| Athlet           | Disziplin  | Weite         | Platz         | Weite  | Platz  |
| ---------------- | ---------- | ------------- | ------------- | ------ | ------ |
| Subenrat Insaeng | Diskuswurf | 56,19 m       | 28            | DNQ    | DNQ    |